# Barry Town United
Der Barry Town United Football Club ist ein Fußballverein aus Barry (Wales). Der Verein wurde 1912 gegründet und spielt in der Welsh Premier League, der höchsten Ligastufe im walisischen Fußball. Der Verein dominierte die League of Wales in den 1990er Jahren.

## Geschichte
Der Verein wurde im November 1912 als Barry AFC gegründet. Anfangs spielte der Verein in der Southern League und wurde 1921 Meister. Zwei Jahre später änderte der Verein seinen Namen in Barry Town. 1955 wurde der Club erstmals walisischer Pokalsieger. Für lange Zeit waren dies die einzigen Erfolge des Vereins. 1982 zog sich der Verein aus der Southern League zurück und wechselte in die Welsh League. Barry dominierte diese Liga nach Belieben und wurde zwischen 1983 und 1987 fünfmal in Folge Meister. 1989 holte Barry Town die sechste Meisterschaft in sieben Jahren und kehrte in die Southern League zurück. Als 1992 die League of Wales gegründet wurde, verzichtete Barry auf die Teilnahme.
Bereits ein Jahr später kehrte Barry nach Wales in die Welsh Football League First Division zurück. Dort wurde der Verein auf Anhieb Meister und holte zudem noch den Pokal und den Ligapokal. Neben dem Aufstieg qualifizierte sich Barry für den Europapokal der Pokalsieger, wo man in der ersten Runde gegen FK Žalgiris Vilnius aus Litauen ausschied. 1996 wurde Barry Town, der seit 1995 das Vollprofitum einführte, erstmals walisischer Meister. Es war der erste von sieben Meistertiteln in acht Jahren. Im UEFA-Pokal 1996/97 schaltete der Verein zunächst den FC Dinaburg (Lettland) und dann Vasutas Budapest (Ungarn) aus. Damit qualifizierte sich Barry Town als erster League of Wales-Verein für die Hauptrunde eines Europapokalwettbewerbs. In der gleichen Saison holte Barry das Triple. Im Sommer 2001 gewann Barry als erste walisische Mannschaft ein Spiel in der Qualifikation zur UEFA Champions League, als sie den aserbaidschanischen Meister FK Şəmkir besiegten. In der zweiten Runde gab es eine herbe 0:8-Niederlage beim FC Porto. Immerhin konnte das Rückspiel mit 3:1 gewonnen werden.
Im Sommer 2003 musste der Verein Insolvenz anmelden, da sich ein Schuldenberg in Höhe von einer Million Pfund Sterling angehäuft hatte. Präsident John Fashanu, der ein Jahr zuvor das Präsidentenamt übernommen und versprochen hatte, Spiele von Barry Town im nigerianischen Fernsehen zu übertragen, trat zurück. Im August 2003 wurde Spielern und Trainer, die seit Juni kein Gehalt mehr erhalten hatten, der Zutritt zum Jenner Park verwehrt. Ein neues Management übernahm den Verein und die neue Mannschaft wurde aus Amateurspielern zusammengestellt. Erst im Februar 2004 konnte der erste Sieg eingefahren werden. Schlussendlich stieg Barry Town als amtierender Meister ab. Da der Verein Rückstände bei der Stadionmiete hatte, musste der Verein in ein anderes Stadion umziehen. Die folgende Saison verlief turbulent. Mehrere Trainer kamen und gingen. Viele desillusionierte Fans kehrten dem Verein den Rücken und wurden Fans des neu gegründeten Barry FC, der in einer lokalen Liga spielte.
Im Sommer 2006 konnte Barry Town in den Jenner Park zurückkehren, nachdem man sich mit dem Stadionbesitzer hinsichtlich der Mietrückstände einigen konnte. Zurzeit spielt der Verein in der Welsh Football League Division One. Eine Reihe der zu Barry FC abgewanderten Fans kehrte mittlerweile zu Barry Town zurück, während eine nicht zu unterschätzende Anzahl von Fans die Spiele beider Vereine verfolgt.

## Erfolge
- Walisischer Meister: 7 (1996, 1997, 1998, 1999, 2001, 2002, 2003)
- Walisischer Pokalsieger: 6 (1955, 1994, 1997, 2001, 2002, 2003)
- Walisischer Ligapokalsieger: 4 (1997, 1998, 1999, 2000)